# Băhrinești, Florești
Băhrinești este un sat din raionul Florești, Republica Moldova.

## Etimologie
Denumirea satului este un oiconim antroponimic, la bază având numele de grup băhrineștii - „oameni trăitori pe moșia (în satul) lui Bahrin”. În spațiul românesc mai există o localitate cu nume asemănător - Bahrinești, amplasată în ținutul Sucevei și atestată în 1547 (în prezent în regiunea Cernăuți, Ucraina). Din această cauză, la analiza documentelor istorice pot apărea confuzii la identificarea corectă a localității.

## Istorie
În anul 1985, fost descoperit un depozit de monede medievale pe terenul gospodăriei agricole lângă satul Băhrinești. Cea mai târzie monedă data din 1627.
Satul Băhrinești pe Răut din ținutul Sorocii apare în hrisovul de împărțeală a satelor lui Balica hatmanul între rudele sale moștenitoare, pe timpul lui Vasile Vodă, din anul 7150 de la facerea lumii <1 septembrie 1641-31 august 1642>. Data și luna nu sunt indicate în documente.
În anul 1787, în satul Băhrinești a fost ridicată o biserică din lemn, cu pereți din nuiele unde cu lut, și acoperită cu stuf, bogată în ustensile bisericești și cărți religioase, fiind în componența Episcopiei Hușilor.
În Condica liuzilor din 1803, satul Bahrinești din ținutul Soroca, ocolul Peste Răut, este înregistrat cu 60 birnici (gospodării țărănești), moșia aparținea logofătului Ghica.
La 8 ianuarie 1812, dascălul Dumitru este numit în calitate de preot de către Meletie Lefter-Brandaburul, episcopul Hușilor, alături de pretul Nichita.

### Perioada țaristă
O parte din locuitori, după anexarea din 1812, s-au retras peste Prut. 
La recensământul din 1817, în satul Bahrinești au fost înregistrați 1 preot, 2 dascăli, 1 pălămar, 2 mazili, 61 de gospodării țărănești, 11 holtei, în total 79 de bărbați. Moșia aparținea logofătului Costache Ghica, în total: satul ocupa o suprafață de 50 fălci, 150 fălci de fânețe, 300 fălci de teren arabil, 400 fălci de pășuni.
Un document din 30 iunie 1835 confirmă că 33 de bărbați și 27 de femei din satul Băhrinești s-au stabilit ținutul Akkerman (Bugeac), de unde autoritățile rusești alungau acasă.
Conform înregistrării făcute în aprilie 1835, Băhrinești întruneau 104 gospodării: 2 familii de mazili, 2 familii de ruptași și 100 de familii de țărani. Cea mai în vârstă locuitoare era Parascovia Patrașcu, de 110 ani, urmată de Vasile Cojocaru de 80 ani.
Frații Boldescu păstrau un document de la Domnia Moldovei din 8 iunie 1800, care confirma privilegiile lor de mazili. Frații Ion și Nichita Manea aveau familii numeroase, primul crescând 6 și celălalt 7 copii, iar un alt Manea, Andrei, era dascăl la biserică și, se prea poate, și învăța în sat. Preot era Ioan Ieremița. Moșia satului aparținea boierului Ștefan Casso. După reforma țărănească din Imperiul Rus, băhrineștenii primesc de la Aristid Casso 1.288 des. pentru o răsplată de 36.064 ruble. Alte 162 desetine, boierul le-a dăruit celor 54 de familii, care nu erau în stare să le cumpere. 
În anul 1859 în satul erau 171 de curți, 474 bărbați, 416 femei și o biserică ortodoxă.
Școala parohială a fost înregistrată în 1864, fiind obligată să funcționeze în limba rusă. Dar a avut parte și de învățători care cunoșteau româna: Ion Caimacan, Elena Popovici, Victor Marinescu. Primul preot la biserica construită în 1854 a fost Dumitru Certan.
În 1902, satul Băgrănești, județul Soroca, volostea Florești, așezat în valea Răutului, între colonia Mărculești și satul Lunga. Numărul caselor fiind de 248, populațiunea numărând 1017 suflete; biserică; vitele satului 498 capete; prisăci; grădini; 3 mori de vânt.

### Perioada Regatului României
În urma reformei agrare, înfăptuită după Unirea din 1918 de instituția română „Casa noastră” sătenii intră în posesia a 1.407 ha de pământ.
Anuarul Eparhiei Chișinăului și Hotinului din 1922, denotă în Bagrinești 430 de gospodării de țărani români, în calitate de preot la biserica Sfinții Voievozi Mihail și Gavriil (zidită la 1854) slujea Ioan Caimacan, de 44 ani; absolvent al seminarului teologic; în serviciu sacru din 1901 pe loc și cântăreț a fost Ioan Capbătut, de 30 ani; absolvent al școlii de cântăreți, în serviciu din 1918, pe loc.
În 1923, în satul Băgrănești, sunt menționate următoarele repere geografice geografice: dealurile Bagrin, Bârsani, Hârtop și  Albești; cursurile de apă: Răut și Bârsan. Au fost înregistrare 163 de clădiri, 1215 bărbați și 1399 femei. Datele statistice din 1923 consemnează o bancă populară, carieră de piatră, biserică ortodoxă, poștă rurală, primărie, 1 cârciumă.
Anuarul SOCEC publicat în 1924, indică în Bagrinești 2614 locuitori. Notar în sat a fost Sterenberg David, învățători: Untul Vasile și Grosu Ludmila. În mediul financiar își desfășura activitatea Cooperativa de Credit, cu capital de 2000 lei, în calitate de președinte fiind Bejinar Mihail. Activitatea economică era reprezentată de 1 băcănie (Mihail Olar), 3 măcelarii (Teodor Cenușă, Nicolai Manea, Vasile Tcaci) și 1 tâmplar (Alexei Ciocan).
În cadrul reformei de unificare administrativă din 1925 satul Bagrinești este amplasat în comuna Mărculești (cu reședința la Mărculești-Târg, care mai includea satele Lunga și Mărculești-Sat), plasa Florești, județul Soroca.
În 1928 în satul Bagrinești activau 3 băcănii (Draganețchi Moișe, Podlesnic Ștefan, Steinberg D), Banca Populară Băgrinești și 2 măcelari (Leon Cenușă, Vasile Tcaci).
În 1930 satul Bagrinești din județul Soroca, plasa Florești, avea o populație totală de 2015 oameni, inclusiv 1966 români, 34 evrei, 9 ruși, 2 bulgari și 4 țigani. Din punct de vedere lingvistic, în calitate de limba maternă 1969 persoane au declarat limba română, 34 - limba idiș și 12 - limba rusă.

### Deportările sovietice din 1940 - 1941
În 1940 sovieticii au găsit la Băhrinești mulți gospodari nu numai cu avuție, ci și cu demnitate, cu mândrie de neam și de țară, cu dragoste de limbă și de datini. Bineînțeles, aceasta nu le-a venit pe plac autorităților de ocupație. Pe 13 iunie 1941 ele au deportat în Siberia primele cinci familii: Leon Popovici cu soția Elizaveta și 5 copii, Chirii Machizon cu soția Eufrosinia și 4 copii, Dumitru Manea cu soția Ana. De asemenea, în acea noapte de coșmar a fost ridicat din somn, pe la ora 3.00 de noapte și Ion Vescu, soția Nadejda, micuța Tamara și Gheorghieș. Cea de-a treia fiică, Ecaterina, căsătorită cu Eustafie Popescu, neavând încă locuința  lor, locuiau provizoriu și ei în casa părinților. Tânărul Eustafie a declarat că el și soția sa, însărcinată de 6 luni, nu pot fi deportați, deoarece ei sunt altă familie, Popescu și nu Veșcu.

### Anii celui de-Al Doilea Război Mondial
În malaxorul celui de-al doilea război mondial și-au găsit sfârșitul tragic 52 de bărbați din localitate.

### Perioada Sovietică

#### Deportările din 1949
În 1949 au mai fost deportate încă treisprezece familii: Simion Doboș cu soția Agripina și fiul Gheorghe, Ilie Doboș cu soția Ana și feciorul Constantin, Damian Cibanu cu soția Ana și copiii Maria, Alexei, Petru, Procopie Revencu cu soția Eufrosinia, Ștefan Baranu cu soția Stepanida, Stepanida Josanu cu copiii Gheorghe, Vasile, Ion, Nicolae, Vasile Vescu cu copiii Nicolae, Mihail, Eufrosinia, Mihail Vesu cu soția Ana și copiii Chirii și Simion, Serghei Olaru cu soția Vera și copiii Parascovia și Teodor, Vasile Șaban cu soția Eudochia și copiii Teodor, Nicolae și Parascovia, Procopie Nagrineac cu soția Anastasia și copiii Vera, Petru, Nina, Ștefan Barbascumpa cu soția Daria și fiica Maria, Parascovia Josanu (Burduja). Parascovia Josanu se căsătorise cu un an și ceva în urmă cu Filip Burduja care la momentul deportării își satisfăcea serviciul militar în armata sovietică. Deși soția acestuia era în a noua lună de sarcină, oamenii legii n-au cruțat-o și femeia a născut în zăpușeală vagonului, în a doua sau a treia zi de drum. Soțul, după ce a fost lăsat la vatră, a plecat benevol în Siberia, la soție și fecior, revenind la baștină odată cu toată lumea nedreptățită.

#### Starea social-economică
În anul 1949, în sat s-a organizat kolhozul. De frica deportării, nimeni nu se mai împotrivea. 
În perioada sovietică în comuna Băhrinești activa colhozul „Calea spre comunism” (Put k komunizmu), care includea o brigadă de cultivare a tutunului, o brigadă specializată în pomi-legumicultură și o brigadă de constructori. Populația era deservită de magazine, centru de telecomunicații, punct medical, casă de cultură cu instalație pentru cinematograf, biblioteci, grădiniță-creșă, școală medie.
La ultimul recensământ sovietic, din 1989, în satul Băhrinești au fost numărați 2308 oameni, inclusiv 2298 români moldoveni, 5 ucraineni, 2 ruși și 3 găgăuzi.
În războiul din Afganistan a decedat Anatol Plugaru.

## Geografie

### Relieful comunei
Teritoriul comunei este situat la limita nordică a Podișului Ciuluc-Soloneț marcată de albia Răutului. Podișul ocupă 5,0% din suprafața țării și este reprezentat de un sistem de dealuri, dominate în substrat a argilelor sarmațiene, cu altitudini până la 330-350 m intens fragmentate de ravene, văi, vâlcele largi și adânci cu versanți mai înclinați și chiar abrupți și asimetric tăiați numeroase râpi, hârtoape și alte forme de relief. Suprafețele relativ plane (0-2°) constituie 30%, moderat înclinat (2-6°) – 45%. Pe versanți este accentuată activitatea proceselor de eroziune și a alunecărilor de teren răspândite pe 10% din suprafața podișului. Adâncimea fracturilor erozive constituie 100-250 m. Luncile râurilor sunt slab evidențiate iar gurile intră în rocile calcaroase ale orizontului inferior.
Relieful comunei cuprinde două culmi de dealuri. Una se întinde în zona de centru a teritoriului, pe o direcție de la nord spre sud. Altitudinea maximă a acestui șir de dealuri, deasupra nivelului mării constituie 203,6 m. Al doilea șir, se întinde pe aceiași direcție, însă sunt localizați în partea de vest a teritoriului la hotar cu satul Prajila și Mihailovca. Aici altitudinea maximă este de 240,2 m, fiind și punctul maxim de altitudine din teritoriul investigat. Datele celui mai jos punct se înregistrează în valea Răutului, fiind de 95,7 m. Prin urmare adâncimea maximală a dezmembrării reliefului în teritoriul comunei este de 144,5 m.  Alături de dealuri și ravene un specific important, prezintă valea Răutului, ce are o lărgime de 230-540 m. Valea reprezintă o luncă cu versanți domoli lipsită de terase.
Procesele de eroziune au o importanță majoră în formarea reliefului. În urma lor și anume a acelei de adâncime, în teritoriul comunei s-au dezvoltat destul de intens forme negative de relief, acestea fiind ravenele. Ele reprezintă formațiuni cu aspect de șanț, fiind create de apa de scurgere pe terenurile în pantă. Ravenele au o desfășurare foarte pronunțată în zona de est a teritoriului comunei, la hotar cu satul Vărvăreuca. Adâncimea maximală a ravenelor este de 7,5 m, lățimea 18 m iar lungimea de cca 50-60 m. Pe suprafețele de teren agricol este frecventă eroziunea de suprafață, ce spală intens solul fertil.
Pe teritoriul comunei sunt răspândite și alunecările de teren. Acestea manifestându-se prin deplasarea maselor coerente de pământ de pe versanți, în lungul unor planuri care le separă de partea stabilă a versantului. Alunecările de teren au o pronunțare modestă în sud-vestul și nord-vestul teritoriului investigat. Versanții au o așezare paralelă cu direcția de curgere a Răutului, prezintă roci argiloase, înclinări relativ mari și abrupte. Înălțimile maxime ajung până la cca 18-20m.

### Geologia comunei
Teritoriul comunei este situat pe Platforma Moldovenească care reprezintă terminația de sud-vest a Platformei Europei de Est. Platforma Moldovenească este constituită din fundamentul cristalin acoperit cu o pătură de roci sedimentare depusele în urma evoluției tectonice a Pământului.
Fundamentul s-a format în erele arhaică și proterozoică, ultimele metamorfisme a avut loc cu 1600 mil. Ani în urmă, ce corespunde mișcările karelian-elsoniene din Proterozoicul mediu. Adâncimea fundamentului platformei variază în cuprinsul țării. Astfel rocile fundamentul apar la zi în nord-estul republicii, în valea fluviului Nistru, și se scufundă în direcția sud-vestică până la 3000 km. La latitudinea comunei Băhrinești adâncimea este estimată la 450-510 m, iar grosimea stratul de sedimente – la 700-750 m. Fundamentul este caracterizat din punct pe vedere litologic de roci cuarțo-feldspatice, gnaise oculare, paragnaise cu plagiocalzi, larg cristalizate și intruziuni granitice.
Cuvertura sedimentară alcătuită exclusiv din depozite sedimentare marine ce aparțin intervalului Vendian superior–Miocen. La acestea se adaugă depozitele continentale cuaternare, care alcătuiesc mai ales terasele, șesurile aluviale și conurile aluviale ale rețelei hidrografice.
Succesivitatea pe orizontală a rocilor din profilul geologic ne indicată particularitățile paleostratigrafice a teritoriului comunei în diferite ere și perioade geologice.
Astfel, acumulând datele evoluției geologice, respectiv se poate stabili paleogeografia teritoriului comunei și schimbările sale de transgresiune și regresiune marină, în diferite ere și perioade. Teritoriul comunei împreună cu întreaga suprafață a țării, în era proterozoică a suferit schimbări ale regimului mării cu cel continental. În neoproterozoic teritoriul este acoperit de apele mării, pe fundul căruia s-au acumulat straturi groase de roci sedimentare nisipo-argiloase și vulcanice, care mai târziu s-au transformat în gresii arcoziene, glauconitice, argilite. Spre sfârșitul acestei perioade, regimul maritim se schimbă cu cel continental. Astfel de condiții continentale păstrându-se până în perioada cambriană a paleozoicului. Apele mării revin în teritoriul cercetat la începutul ordovicianului, însă la sfârșit de ordovician marea din nou se retrage. Nu pe mult timp, ca la început de silurian să aibă loc o nouă transgresiune marină, apele căruia se mențin aici până la mijlocul perioadei. Din a doua jumătate a silurianului până în cretacicul superior, atât teritoriul investigat cât și întreaga suprafață de nord a Republicii Moldova, s-a aflat sub regim continental. În cretacicul superior mare din nou a pătruns în această zona și s-a păstrat pe această suprafață, întreaga perioadă. Spre sfârșitul cretacicului începutul neogenului are loc regresiunea mării și spațiul suportă procese de denudație. Pe întreaga perioadă el se află în regim continental. Relieful său reprezintă o câmpie ridicată cu depuneri de roci sedimentare de origine marină și continentală. În miocenul mediu, apele mării din nou ocupă suprafața teritoriului, împreună cu toată regiunea de nord a țării, ceea ce a dus la formarea unui strat de roci din calcare rifogene, acestea fiind alcătuite din corali, cochilii de moluște, foraminifere și gastropode. Aceste depuneri sunt cunoscute sub denumirea de etajul sarmațian. În perioada cuaternară are loc regresiunea definitivă a mării, atât de pe teritoriul comunei cât și de pe întreaga suprafață a țării, aici stabilindu-se un regim continental. Pe teritoriul investigat, datorită mișcărilor endogene au luat naștere noi forme de relief, s-au ridicat suprafețe ale scoarței terestre și s-a format valea râului Răut. Aceste ridicături terestre au dus la sporirea proceselor de eroziune liniară, contribuind la formarea reliefului actual, a diferitor ravene și râpi.
În localitate se dezvelesc aflorimente de luturi din perioada siluriană și carieră de piatră, aceste depozite fiind utilizate de către om ca substanțe minerale utile în diverse construcții.

### Hidrografie
Resursele acvatice ale satului Băhrinești sunt 6 iazuri,150 de fântâni, și râul Răut.
Râul Răut reprezintă limita  de nord vest a teritoriului ,fiind  hotarul dintre comuna Băhrinești și satele Mărculești, Lunga și orășelul Mărculești. Răutul își are originea de la confluența a două pâraie la 2 km spre est de s. Rediul Mare, la înălțimea de 180m și își revarsă apele în bazinul râului Nistru de pe malul drept la 342 km de la gura fluviului, lângă orașul Dubăsari, la altitudinea de 12,0 abs. Lungimea totală a râului este de 286 km, bazinul de recepție 7 760 km², căderea râului – 168 m.
Bazinul său ocupă o parte considerabilă a Podișului Nistrului și a Podișului Moldovei Centrale. Are forma de pară, pe o lungime de cca 190 km, lățimea medie 41 km, maximală 65 km. În total în bazin există 935 de râuri cu o lungime de 3 720 km. În bazinul Răutului există două lacuri de acumulare – Căzănești, al cărui baraj e avariat și Florești care funcționează și în prezent. Lacul de acumulare de la Florești, își are întinderea de la satul Prajila până la orașul Florești. Prezintă o stare satisfăcătoare, respectiv fiind foarte colmatat, pe alocuri înmlăștinată. Răutul pe sectorul dat are o lungime de cca 8 km. Lunca Răutului din regiunea studiată este bilaterală, sunt prezente insulițe pe ambele maluri.
Adâncimile Răutului variază, cea maximală se înregistrează în zona podului Băhrinești –Mărculești, fiind de 2,35 m, cea minimală este de 1,15 m. Viteza medie de curgere a apei este de 10 m /min, astfel de date se înregistrează pe un timp favorabil cu cer senin, însă viteza crește în perioadele cu ploi abundente, fiind de până la 40 m/min. Albia minoră reprezintă maluri abrupte cu înălțimea medie de 0,5–1,15 m. Cât privește transparența apei, ea depinde de limpezimea ei, adică de suspensiile care le conține. În sectorul studiat ea atinge cifra 12 cm și astfel de date sunt specifice în timpul senin fără prezența precipitațiilor. Datorită ploilor abundente are loc erodarea puternică a reliefului, drumurilor, terenurilor arabile, particulele de impurități nimeresc in albia minoră a Răutului, prin urmare restructurează parametri acestuia  și transparența timp de 3-4 zile nu poate fi stabilită. Dacă  cu zeci de ani în urmă Răutul avea adâncimi mari, acum în prezent datorită acestor acumulări de impurități adâncimile s-au micșorat și fundul său reprezintă un material mâlos.
Regimul hidrologic este variat, respectiv viiturile au loc atât primăvara cât și vara. Factorul principal care condiționează încălzirea apei este radiația solară. Temperatura apei, în funcție de perioada calendaristică variază de la 0°C, în lunile de iarnă, până la 19-20°C, in perioada de vară, lunile iulie-august. Alimentarea este mixtă. Populația folosesc apele Răutului pentru irigație.
Calitatea apei se încadrează în clasele moderat poluată (III) și foarte poluată (IV). Pentru îmbunătățirea și păstrarea ecosistemului sunt întreprinse diverse măsuri de ecologizare.
Din apele de suprafață ale comunei, fac parte și cele șese iazuri. Ele își au întinderea în centru teritoriului, de la vest spre est, paralel cu cele două culmi de dealuri.
Suprafața celui mai mare iaz este de cca 25 ha, iar cel mai mic deține o suprafață de 1,5 ha. Iazurile comunei sunt arendate, pentru creșterea peștilor.
Aici își mai au existența 150 de fântâni. Acestea în permanență sunt îngrijite și amenajate de către săteni. Adâncimea maximă a fântânilor este 30 m și cea minimă egală cu 7 m.

### Clima
Clima comunei Băhrinești, cât și a întregii țări este temperat continentală. Clima comunei este formată sub influența mai multor factori, ce se împart în trei categorii: radiativi, dinamici și fizico-geografici.
Factorii radiativi constituie principala sursă energetică, a căror fluxuri radiative sunt primite de suprafața terestră. În teritoriului investigat bilanțul radiativ anual este de circa 51 kcal/cm², în perioada rece a anului este de 6 kcal/cm² și în cea caldă - 45 kcal/cm². Radiația solară anuală înregistrează 111 kcal/cm², respectiv în perioada caldă fiind de 86 kcal/cm², iar în cea rece de 25 kcal/cm². Durata strălucirii soarelui  sau iluminarea, de asemenea aparțin factorilor radiativi, aceasta în teritoriul studiat fiind egală cu aproximativ 1950 ore anual.
Factorii dinamici contribuie în formarea climei, prin deplasarea maselor de aer ce asigură schimbul de căldură și umezeală. Pe teritoriul comunei pătrund mase de aer temperat-maritim din nord-vestul Atlanticului, vara acestea provocând o vreme răcoroasă aducând precipitații, adesea fiind sub formă de averse, iarna însă, determină o vreme caldă cu o umiditate relativ înaltă. Respectiv din aceleași latitudini ale oceanului Atlantic și dinspre Marea Mediterană ajunge aerul tropica-maritim, la fel formând o vreme răcoroasă vara și iarna fiind caldă și umedă. În teritoriul investigat adesea pătrund mase de aer arctic dinspre nord, din regiunea arctică, ceea ce provoacă răciri bruște a vremii. Masele de aer temperat-continental  pătrund din regiunea de est formând un timp de vară călduros și secetos și respectiv o iarnă rece. Aceste invazii de mase de aer predomină  în perioada de vară, toamnă și prima jumătate a sezonului de iarnă. De asemenea o vreme caldă și secetoasă este provocată de masele de aer tropical-continental, ce vin din nordul Africii sau din sud-vestul Asiei.
Factorii fizico-geografici  țin de caracteristicile suprafeței terestre: vegetația, latitudinea locului, relieful, activitățile societății omenești ș.a. De acești factori depinde schimbările esențiale ale radiației solare, ale cantității de umezeală ce se mențin în masele de aer venite dinspre Marea Mediterană și Oceanul Atlantic, ale vitezei și schimbării direcției vântului, presiunii atmosferice ș.a. 
Influențarea reciprocă a acestor factori, duce la formarea climei atât a regiunilor  din preajma comunei.
Din categoria principalelor elemente meteorologice, ce formează clima atât a teritoriului studiat cât și a întregii țări, fac parte: temperatura aerului, regimul vânturilor, presiunea atmosferică, nebulozitatea și precipitațiile atmosferice. 
Temperatura medie anuală a aerului în teritoriul comunei, se înregistrează de 8,5°C. Din sezonul de vară cea mai călduroasă lună este iulie, atinge  21°C, iar din cel de iarna este ianuarie, cu o temperatură scăzută până la -4°C. Minimul absolut al temperaturii aerului, au fost de -35°C, iar maximul absolut, ating valorile de +40. Un caz de creștere a temperaturii maxime absolute a fost înregistrat în vara anul 2004, fiind egală cu aproximativ 45°C, provocând pagube enorme în agricultură. Temperatura are o importanță majoră în formarea celorlalte elemente meteorologice.
Vânturile  în cursul anului suferă schimbări esențiale, în dependență de sezon. În perioada caldă a anului sunt specifice vânturile ce bat adesea din sud. În sezonul de toamnă începând cu luna octombrie predomină vânturile nord-vestice. Iarna sunt frecvente vânturile sud-estice. În medie, vânturile bat cu o viteză de 2,5-4,5 m/s, astfel de date fiind specifice atât în teritoriul comunei cât și pe întreaga suprafață a țării. Cele mai puternice vânturi însă, își au aparența primăvara, ating o viteză maximă de 14 m/s și cele mai reduse vânturi sunt specifice sezonului de vară.
Presiunea atmosferică prezintă variațiile ce sunt determinate de încălzirea inegală a suprafeței terestre, de specificul reliefului și de deplasarea și schimbul maselor de aer. În cursul anului ea este perturbară de activitatea intensă a cicloanelor și anticicloanelor. În sezonul de toamnă, iarnă și primăvară, presiunea atmosferică este schimbătoare din cauza influenței acestor procese. În timpul verii prezența frecventă a anticicloanelor formează o presiune mai ridicată a aerului.
Nebulozitatea reprezintă gradul de acoperire cu nori a bolții cerești. În cursul anului ea se schimbă în dependență de temperatura și umiditatea aerului. În rezultat, cel mai înalt grad de acoperire cu nori se înregistrează în perioada de iarnă, numărul de zile senine se reduc până la 4-5, sunt prezenți norii stratus, sub formă de pânză de culoare cenușie. Un număr maxim de zile fără soare în această perioadă se obține în lunile decembrie și ianuarie de la 18-20. Vara nebulozitatea e cu mult mai redusă. Se caracterizează prin prezența norilor cumulus, ce au o dezvoltare verticală sub aspect de vată și culoare alb-strălucitor.
Precipitațiile atmosferice ce cad atât pe teritoriul comunei sunt de formă solidă și lichidă. Cantitatea de precipitații anuale în teritoriul investigat este egală cu 550-600mm. Volumul însă diferă de la an la an și de la un sezon la altul. Mari pagube agriculturii a adus precipitațiile cu averse în vara anului curent 2013, din decada a doua a luni mai și începutul lunii iunie. În perioada de iarnă cad precipitații sub formă solidă. Primul strat de zăpadă apare pe la sfârșit de noiembrie, fiind unul instabil. Începând deja din luna decembrie, stratul de zăpadă devine stabil și se menține cca 80 de zile. Grosimea lui în medie ajunge15-20 cm. Predomină ierni când stratul de zăpadă atinge înălțimi mult mai mare, drept exemplu este iarna anului 2012, când grosimea a ajuns la cca 45-50cm. Topirea are loc începând cu luna martie și până spre sfârșitul lui februarie zăpada dispare complet.

### Flora
Comuna Băhrinești este amplasată în centrul Stepei Bălțului care reprezenta un covor vegetal dominat de așa specii ca păiușul (Festuca valesiaca) și negară (Stipa capillat, S. lessingiana) cu amestec de diferite ierburi, fapt demonstrat și de răspândirea largă a cernoziomurilor care s-au format sub aceste tip de vegetație. În prezent vegetația spontană s-a păstrat pe versanții pâraielor și în lunca Răutului, dar și aceste sunt afectate de pășunat excesiv.
În perioada postbelică între terenurile agricole din centrul comunei au fost plantate fâșii forestiere de protecție cu lungimea sumară de 3,25 km și lățimea de 10-22 m. La plantarea fâșiilor s-a utilizat salcâmul alb (Robinia pseudacacia), datorită particularităților sale biologice și ecologice: creste rapid, se reproduce ușor, este un bun mielifer și e rezistent la secetă. 
Vegetația de pajiști ocupă o suprafață de 10 ha și e reprezentată de forme mezofite și mezoxerofite rezistente la condițiile aride de vară. Ca specii dominante pot fi evidențiate raigras (Lolium perenne), pir târâtor (Agropyron repens). Prin abundență se remarcă poaceele: firuță (Poa angustifolia), golomățul (Dactylis glomerata), mohor verde (Setaria viridis), iarba barboasă (Echinochloa crusgalli), pir gros (Cynodon dactylon), iarba vântului (Apera spica-venti), coada vulpii (Alopecurus myosuroides); fabaceele: trifoi (Trifolium pratense, T. repens), ghizdei (Lotus coniculatus), măzăriche (Vicia agustifolia), asteraceele: romanița de câmp (Anthemis arvensis), cicoare (Cichorium inthybus), spin termer (Cardus thoermi), vetrice comună (Tanacetum vulgare); lamiacee: corovatică (Salvia nemorosa), sugel (Lamium amplexicaule) talpa cucului (Chaiturus marrubiastrum) etc. Pe terenuri unde apare la suprafață argile se întâlnește podbal (Tussilago farfara).
În valea Răutului sunt răspândite comunități de specii mezofite și mezohigrofite care fac parte din formațiunea Elytrigieta repetins. Din denumirea formațiunii se vede că specia edificatoare reprezintă pirul târâtor. Etajul 2 este slab evidențiat, cuprinzând speciile: cinci degete (Potentilla reptans), raigrasul, pir gros, Puccinellia distans care constituie și coedificători ai comunității. Alte specii frecvente sunt: pătlagina (Plantago lancolata), pipirig (Juncus gerardi), șopârlița (Prunella vulgaris).  În lunca inundabilă, unde umiditatea este suficientă, se întâlnește forme mezohigrofite și higrofite ca: iarba câmpului (Agrostis stolonifera), împărțindu-și dominația cu specii de rogoz (Carex sp.), țipirig (Eleocharis palustris) etc. 
Vegetația pietrofită s-a instalat pe stâncile calcaroase de pe versantul drept al Răutului în nord-estul comunei. Aici se găsesc următoarele specii: laptele câinelui (Euphorbia seguieriana), cimbru (Thymus marschallianus), vulturica (Hieracium pilosellla), bărboasa (Botriochloa ischaemum) etc.
Vegetația acvatică și palustră cuprinde specii hidrofite răspândite în iazuri și în albia Răutului. Fitocenozele acvatice sunt alcătuite din plante înrădăcinate: stuf (Phragmites australis), papură (Thypha agustifolia); plante subacvatice: broscăriță creață (Potamageton crispus), cosor (Ceratophyllum demersum) și plante nante: lintiță mică (Lemna mjnor); ș.a.
Vegetația ruderală și sagitală cuprinde plante care cresc la marginea localităților, drumuriglor, în locurile de depozitare a deșeurilor, pe terenurile degradate (ruderale) și în câmpurile agricole printre plantele de cultură (segetale). Cele mai răspândite plante de această categorie sunt: ambrozia (Ambrosia artemisiifolia), știr (Amaranthus retroflexus), loboda (Atriplex patula), traista ciobanului (Capsella bursa-pastoris), urda vacii (Cardaria draba), pălămida (Cirsium arvense), volbura (Convolvulus arvensis), ciumăfie (Datura stramonium), zămoșița (Hibiscus trionum), troscot (Polygonum aviculare), piciorul cucoșului (Ranunculus arvensis), susai (Sonchus arvensis) ș.a. reprezentanții acestor plante afectează, îndeosebi, ecosistemele naturale, pajiștile degradate și agroecosistemele.

### Fauna
Fauna comunei Băhrinești este reprezentată de forme de talie mică și mijlocie. Din cauza lipsei habitatelor naturale mamiferele de dimensiuni mari nu populează teritoriul cercetat. 
Mamiferele sunt reprezentate în special de specii de pajiști din 5 ordine. Dintre insectivore cele mai răspândii sunt ariciul (Erinaceus europaeus), chițcanul comun (Sorex araneus), care viețuiesc pe sectoare acoperite cu vegetație ierboasă înaltă de pe versanții Răutului și valea Sârbeștilor, și cârtița (Talpa europaea) întinată în terenurile agricole. Lagomorfele includ doar o singură specie – iepurele de câmp (Lepus europaeus). Rozătoarele este cel mai diversificat și reprezentativ ordin de mamifere, cuprinzând și specii sinantrope. În lunci și pajiști pot fi întâlniți șoarecul de câmp (Microtus arvalis), șoarece de pajiști (Apodemus uralensis), șoarece cenușiu (Cricetulus migratorius), șoarece de mișină (Mus spicilegus), șobolan cenușiu (Rattus norvegicus), în gospodăriile țărănești – șoarece de casă (Mus musculus).
Carnivorele sunt reprezentate de: nevăstuică (Mustela nivalis) și vulpe (Vulpes vulpes).
Noapte cerul întunecat este brăzdat de diferite specii de chiroptere: noptar cu mustăți (Myotis mystacinus), liliac târziu (Eptesicus serotinus) ș.a. 
Diversitatea păsărilor de asemenea este variate și numeroase. Pe sectoarele acoperite cu vegetație de pajiști habitează ciocârlan (Galerida cristata), silvie de câmp (Sylvia communis), coțofană (Pica pica), cănăraș (Serinus serinus), fâsă de câmp (Anthus campestris). În bălțile și ramificațiile Răutului cu vegetație acvatică bogată cuibăresc buhai de baltă (Botaurus stellaris), rața mică (Anas crecca), cristel de baltă (Rallus aquaticus), lișiță (Fulica atra), pescăruș sur (Larus ridibundus), pescăruș albastru (Alcedo atthis), codobatură albă (Motacilla alba). De asemenea în bazinele acvatice se întâlnește și barza albă (Ciconia ciconia) care cuibărește pe piloni din preajma Băhrineștilor. În 2013 în apele Răutului a fost observată lebăda de vară (Cygnus olor). 
Pe versanții abrupți și stâncoși ai Răutului, pe care se întâlnesc izolat arbori și arbuști, pot fi găsite următoarele specii: dumbrăveancă (Coracias garrulus), pupăza (Upupa epops), lăstun de mal (Riparia riparia). Nemijlocit în sat pot fi întâlniți: porumbelul de stâncă (Columba livia), cuc (Cuculus canorus), ciocănitoarea de grădini (Dendrocopos syriacus), rândunică (Hirundo rustica), pițigoi mare (Parus major), vrabie de casă (Passer domesticus) etc. 
Reptilele sunt foarte puține din punct de vedere taxonomic, în lunci, pe versanți și în preajma satului sunt răspândite șopârla de câmp (Lacerta agilis), șarpele de casă (Natrix natrix), iar pe malurile cu vegetație înaltă și deasă ale Rătului – șarpele de apă (Natrix tessellata), mai rar – broasca țestoasă de baltă (Emys orbicularis).
Amfibinenii, și ei nu prea diverși, se întâlnesc mai ales în bazinele acvatice: triton comun (Triturus vulgaris),  broasca de iarbă (Rana temporaria), broasca mare de lac (Rana ridibunda), dar și pe lângă sat – broasca râioasă verde (Bufo viridis).
Peștii sunt ceva mai numeroși decât grupurile descrise anterior. Actualmente ihtiofauna râului Răut este constituită din 30 specii, inclusiv speciile de pești crescute în gospodăriile piscicole. Însă repartizarea lor în bazinul râului, de cele mai multe ori, nu este uniformă. Astfel, în sectoarele supuse amenajărilor hidrotehnice a râului Răut au fost depistate 19 specii limnofile și 4 specii reofile de pești: fufă (Leucaspius delineatus), obleț (Alburnus alburnus), caras argintiu (Carassius auratus gibelio), murgoi bălțat (Pseudorasbora parva), boarță (Rhodeus sericeus amarus) etc., dintre care numai crapul (Cyprinus carpio), sângerul (Hypophthalmichthys molitrix), cosașul (Ctenopharyngodon idella) și novacul (Aristichthys nobilis) prezintă interes economic. Reprezentanții altor familii nu prezintă valoare economică.
Nevertebratele sunt foarte numeroase, diverse și importante. Multe dintre insecte sunt polinizatori au culturilor agricoli: viespi, albine, bondari, fluturi.

## Demografie

### Structura etnică
Structura etnică a satului conform recensământului populației din 2004:
| Grup etnic         | Populație | % Procentaj |
| ------------------ | --------- | ----------- |
| Moldoveni / Români | 2.356     | 99,41%      |
| Ucraineni          | 11        | 0,46%       |
| Găgăuzi            | 2         | 0,08%       |
| Ruși               | 1         | 0,04%       |
| Total              | 2.370     | 100%        |

## Administrație și politică
Componența Consiliului local Băhrinești (11 consilieri), ales la 5 noiembrie 2023, este următoarea:
|  | Partid                                        | Consilieri | Componență | Componență | Componență | Componență |
|  | --------------------------------------------- | ---------- | ---------- | ---------- | ---------- | ---------- |
|  | Partidul Nostru                               | 4          |            |            |            |            |
|  | Partidul Dezvoltării și Consolidării Moldovei | 3          |            |            |            |            |
|  | Partidul Acțiune și Solidaritate              | 1          |            |            |            |            |
|  | Mișcarea „Respect Moldova”                    | 1          |            |            |            |            |
|  | Partidul Socialiștilor din Republica Moldova  | 1          |            |            |            |            |
|  | Partidul Comuniștilor din Republica Moldova   | 1          |            |            |            |            |

## Economia
Orice comunitatea pentru a exista ca teritoriu și forță în societate, are nevoie de o bază economică progresivă. Comuna Băhrinești nu este chiar atât de mare ca suprafață, însă menține o stabilitate economică dirijată. În teritoriul ei activează 17 agenți economici, prin urmare fiecare având specificul său individual de orientare a ocupației.

### Agricultura
În comună ocupația de bază a sătenilor este agricultura. Pe teritoriul satului activează gospodăria agricolă SRL „Sorforjar” și 42 de gospodării țărănești care au ca obiect de activitate producerea produselor agricole. Temelia acestei gospodării își are originea din trecutul sec. al-XX-lea. Conform reformei agrare din 1918 mulți băștinași ai comunei au devenit mici proprietari de pământ, sătenii au intrat în posesia a 1407 ha de pământ pe gratis. Apoi urmează războiul, deportările, postăvcile, foametea organizată și în 1949 în sat s-a organizat colhozul, ce se numea „Puti k komunizmu” (calea spre comunism). Aici istoria spune că la întemeiai acestuia au influențat deportările în masă a băhrineștenilor. Peste o perioadă de ceva ani colhozul s-a reorganizat în agrofirmă. Denumirea sa până în anii 2000 fiind „Bahflor”, după care urmează cea actuală, „Sorforjar”. Întreprinderea are următoarea organizare: - Brigada de mecanizatori, ce efectuează lucrările de prelucrare a solului. -Parcul de automobile, cu prezența transportului de clasă puternică și performantă.
Terenurile cu destinație agricolă în comună ocupă o suprafață de 1917,36 ha. Pe aceste suprafețe se cresc astfel de culturi ca: grui de toamnă, sfeclă de zahăr, porumb, floarea soarelui, orz și legume. În comună funcționează o moară și o oloiniță, care asigură populația cu prelucrarea de calitate înaltă a materiei prime de origine alimentară.

### Sistemul de transport
Prin sat trece gazoductul de tensiune înaltă ce duce spre satul Prajila. Numărul caselor gazificate la moment constituie 63 la număr. În anul 2010 a avut loc elaborarea geodeziei pentru construirea sistemului de apă și canalizare în localitate actualmente de serviciile de apeduct și canalizare beneficiază 322 de gospodării. Nu în cele din urmă în același an a avut loc finisarea proiectului de amenajare a  Complexului Arhitectural ”Intrarea în sat”.
Sistemul de comunicații este bine dezvoltat, acesta fiind reprezentat prin oficiul poștal al comunei. Majoritatea caselor fiind asigurate cu telefonie fixă, numărul lor fiind 479 la moment. Comuna are legătură cu centrul raional prin două rute ce circulă regulat. Cea mai apropiată stație de cale ferată, este Or. Mărculești, aflată la distanța de 3 km de comună. Străzile și drumurile locale au o lungime de 20 km dintre care 5500 m sunt cu acoperire rigidă.

## Sfera socială
Infrastructura oricărei localități, în cazul dat al comunei, necesită organizarea și dezvoltarea cu prudență a obiectivelor propuse de către conducerea acesteia, în corelație cu cerințele localnicilor. Prin urmare populația locală, este deservită de șapte magazine, ce au o amplasare neuniformă în teritoriu și care asigură populația cu produse alimentare, mărfuri industriale și de uz casnic. Aici funcționează oficiul medicului de familie, care permanent este antrenat la profilaxia și lichidarea maladiilor în rândul populației. Alături de oficiul medical se află o farmacie, a căror produse medicale, asigură necesitatea populației. 
Sistemul educațional din comună cuprinde învățământul preșcolar, efectuat prin intermediul grădiniței de copii. Această instituție este frecventată de către 70 de micuți și însăși procesul educațional fiind dirijat de către 14 membri colaboratori. Dacă în anii precedenți, grădinița de copii activa doar în sezonul de vară, actual copiii au posibilitatea să o frecventeze și în sezonul de iarnă. Conform datelor din 2010, datorită proiectelor realizate de către primăria satului, au fost finisate cu succes construcția gazoductului cu presiune medie și conectarea a unui bloc de la grădinița. Copii de categoria vârstelor mai mari, profită de un sistem educativ bine organizat în incinta gimnaziului „Eustafie Popescu”. Denumirea căreia vine de la o personalitate marcantă și mult respectată în sat în sec. al-XX-lea. Eustafie Popescu, pictor de calitate, violonist și învățător în sat, ce a învățat copii până la adânci bătrâneți. Până în 2007 instituția avea statul de liceu, însă din cauza contingentului redus de elevi, s-a transformat în gimnaziu. La ora actuală gimnaziul e frecventat de 212 elevi, respectiv ciclul primar și gimnazial, iar activitatea este îndeplinită de către 39 de muncitori, prin urmare 25 pedagogi și 14 auxiliari. De un profit enorm au beneficiat și edificiul dat, conform cărui proiect în 2010-2011 s-a realizat reparația capitală a școlii: s-au reparat sălile de clasă, exteriorul edificiului, reparație în sala de sport și cea festivă, renovarea sistemului de încălzire etc.
În sat activează o casă de cultură, a cărui temelie a fost stabilită din 1955. Actual ea  a fost renovată și oficial deschisă în septembrie 2013. Localnicii au posibilitatea de a frecventa un centru sfânt și de o frumusețe rară, aceasta  fiind biserica satului, Sf. Arhanghel Mihail și Gavriil, ce datează din anul 1854.

## Personalități
- Eugeniu Plohotniuc - rector al Universității de Stat „Alecu Russo” din Bălți;
- Mihail Cărăuș - fost decan al Facultății de Economie și Audit la Academia de Studii Economice;
- Ștefan Olaru - doctor în economie;
- Nicolae Soroceanu - doctor în științe tehnice.
- Grigore Cărăuș - pentru munca-i sârguincioasă în satul natal a fost distins cu titlul, pe atunci cel mai înalt, de Erou al Muncii Socialiste;
- Anatol Leșanu (n. 1941 - d. 27.07.2003) - doctor în medicină, preocupat de problemele medico-sociale ale bolilor cardiovasculare și de cele ale educației pentru igiena sănătății, organizarea asistenței medicale și reformarea serviciilor medicale, a publicat peste 120 de lucrări științifice, inclusiv trei monografii despre organizarea medicinii în localitățile rurale.[21][22]